# ماتياس جرت
ماتياس جرت (بالدنماركية: Mathias Gehrt)‏ (7 يونيو 1992 في الدنمارك - ) هو لاعب كرة قدم دانمركي في مركز الوسط. شارك مع منتخب الدنمارك تحت 16 سنة لكرة القدم ومنتخب الدنمارك تحت 17 سنة لكرة القدم ومنتخب الدنمارك تحت 18 سنة لكرة القدم ومنتخب الدنمارك تحت 19 سنة لكرة القدم ومنتخب الدنمارك تحت 20 سنة لكرة القدم ومنتخب الدنمارك تحت 21 سنة لكرة القدم. أما مع النوادي، فقد لعب مع أدو دين هاغ ونادي بروندبي.

## وصلات خارجية
- ماتياس جرت على موقع قاعدة بيانات كرة القدم.إي يو (الإنجليزية)
- ماتياس جرت على موقع Soccerway.com (الإنجليزية)
- ماتياس جرت على موقع عالم كرة القدم.نت (الإنجليزية)